# Jaroslav Čihák

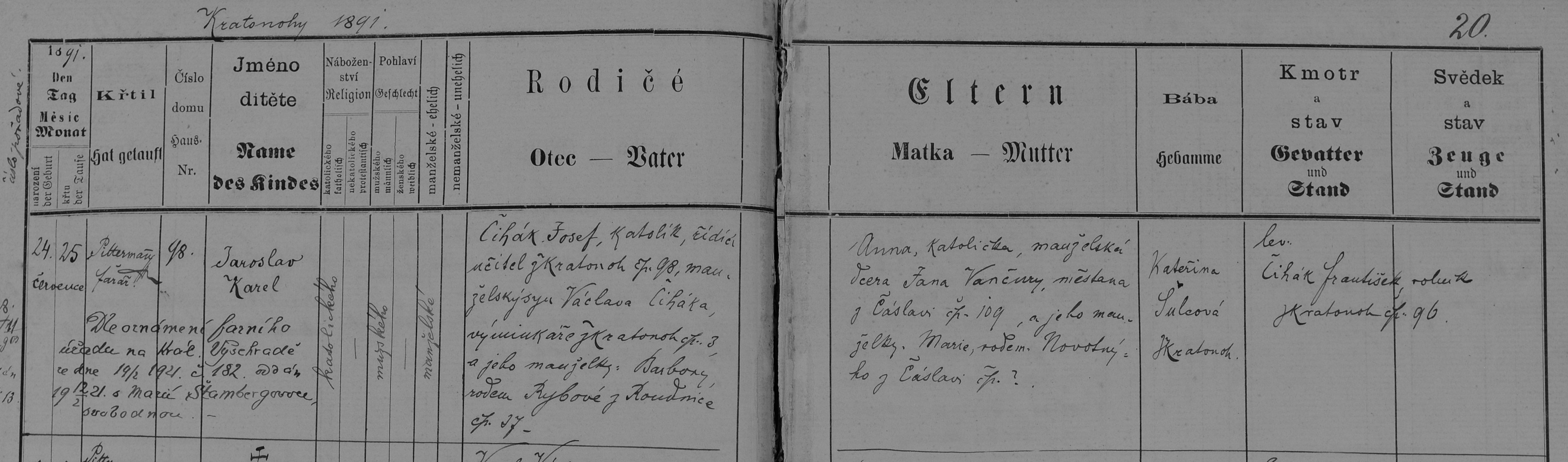
Matriční záznam o narození Jaroslava Čiháka (matrika N 1888–1916 Kratonohy, SOA Zámrsk)

Jaroslav Čihák, křtěný Jaroslav Karel, (krycí jméno Znamenáček) (24. července 1891 Kratonohy – 30. dubna 1944 Londýn) byl československý voják, divizní generál, příslušník Obrany národa a československého zahraničního odboje ve Velké Británii.

## Mládí
V roce 1911 maturoval v Novém Bydžově na reálném gymnáziu. Následného studia na Vysoké báňské akademii zanechal po dvou semestrech. 1. října 1912 nastoupil prezenční vojenskou službu v Praze jako jednoroční dobrovolník. V roce 1913 ukončil školu pro důstojníky v záloze. 1. října 1913 byl odeslán do zálohy. Pracoval jako bankovní úředník v Chrudimi.

## První světová válka
Po vypuknutí I. světové války byl mobilizován a v hodnosti podporučíka odešel s c. k. pěším plukem na ruskou frontu. Ve funkci velitele čety byl dvakrát raněn. Od 21. září 1915 do 28. února 1916 byl z důvodu plicního onemocnění hospitalizován. Poté byl jako velitel roty znovu odeslán na ruskou frontu. kde byl 5. září téhož roku v Rusku zajat. V zajateckém táboře vstoupil do čs. legií. Po zařazení do čs. střeleckého pluku byl odeslán do důstojnické školy. Působil v řadě funkcí u 1. čs. úderného praporu. Účastnil se bojů s bolševiky na Ukrajině i na sibiřské magistrále.

## První republika
Po návratu domů působil se svým praporem v Turnově a poté s hraničářským praporem v Domažlicích. V hodnosti majora byl 10. prosince 1920 jmenován velitelem horského pěšího praporu v Spišské Belé na Slovensku. Zde působil na různých místech až do roku 1926. 14. října 1926 byl již jako podplukovník přidělen do Válečné školy v Praze jako pomocný profesor. V roce 1928 absolvoval velitelský kurz vojskových těles a od 28. září 1929 jmenován zástupcem velitele pluku v Praze. V letech 1929–1931 působil v hodnosti plukovníka jako učitel na velitelské škole v Praze.
Od 30. září 1931 do 28. října 1935 působil ve funkci velitele polního pěšího pluku v Chustu na Podkarpatské Rusi a od 15. října 1935 do 15. března 1939 působil nejprve jako zástupce velitele a později jako velitel pěchotního učiliště v Milovicích. Mezitím byl 1. ledna 1938 povýšen do hodnosti brigádního generála.

## Po okupaci
Po německé okupaci a rozpuštění československé armády byl zařazen jako úředník k Nejvyššímu úřadu cenovému. Zároveň se ale v řadách ilegální organizace Obrana národa zapojil do protinacistického odboje. Působil jako zástupce Obrany národa (ON) v řadách Petičního výboru Věrni zůstaneme (PVVZ) a zároveň jako člen její politické komise a komise organizační. Po zatýkání na přelomu let 1939–1940 byl nucen nejprve odejít do ilegality a skrývat se a posléze v roce 1940 uprchnout do zahraničí.
Ve Francii, kam se dostal, byl jmenován velitelem divizní pěchoty 1. a 2. čsl. pěšího pluku, s nimiž se účastnil ústupových bojů a s nimiž byl evakuován do Velké Británie. V Anglii působil nejprve ve funkci náčelníka štábu MNO (1940–1941) a člena Státní rady. Od jeho obnovení do 24. února 1942 byl úřadujícím předsedou Československého červeného kříže ve Velké Británii.
Dne 30. dubna 1944 v Londýně podlehl těžké nemoci. V roce 1946 byl in memoriam povýšen do hodnosti divizního generála.

## Vyznamenání
- Řád svaté Anny, III. třída s meči a mašlí, 1918 (Rusko)
- Řád sokola, s meči, 1919
- Válečný záslužný kříž[1], 1920 (Itálie)
- Československý válečný kříž 1914–1918, 1920
- Československá revoluční medaile, 1921
- Československá medaile Vítězství, 1922
- Řád rumunské hvězdy[2], III. třída, 1935 (Rumunsko)
- Válečný kříž 1939–1945, 1940 (Francie)
- Československý válečný kříž 1939, 1940
- Řád čestné legie, III. třida – velitel, 1941 (Francie)
- Řád britského impéria, III. třída (CBE), 1941 (Velká Británie)
- Řád Polonia Restituta, III. třída, 1941 (Polsko)
- Kříž za chrabrost, 1941 (Polsko)
- Řád Polonia Restituta, II. třída, 1943 (Polsko)
- Pamětní medaile československé armády v zahraničí, 1944 in memoriam
- Československá vojenská medaile za zásluhy, I. stupeň, 1944 in memoriam
- Československý válečný kříž 1939, udělen podruhé, 1945 in memoriam
- Hvězda 1939–1945[3], 1945 in memoriam (Velká Británie)